# تپه گل زرد
تپه گل زرد مربوط به دوران پیش از تاریخ ایران باستان است و در شهرستان کوهدشت، بخش مرکزی، روستای گل زرد پائین واقع شده و این اثر در تاریخ ۱۷ اسفند ۱۳۸۱ با شمارهٔ ثبت ۷۹۶۶ به‌عنوان یکی از آثار ملی ایران به ثبت رسیده است.